# Espostoa hylaea
Espostoa hylaea ist eine Pflanzenart in der Gattung Espostoa aus der Familie der Kakteengewächse (Cactaceae). Das Artepitheton hylaea leitet sich vom griechischen Wort hylaios für ‚zum Wald gehörend‘ ab und verweist auf ihr Vorkommen in Waldgebieten.

## Beschreibung
Espostoa hylaea wächst strauchig mit von der Basis bis zur Mitte verzweigten, aufrechten Trieben von 4 bis 5 Zentimeter Durchmesser. Es sind 21 bis 28 Rippen vorhanden, die 4 Millimeter hoch sind und auf denen sich verlängerte Areolen befinden, die 3 bis 4 Millimeter voneinander entfernt stehen und bis zu 1 Zentimeter lange Wolle tragen. Die kaum erkennbaren Mitteldornen sind gelegentlich bis zu 1 Zentimeter lang. Die 30 bis 40 gelben bis rötlichen Randdornen weisen eine Länge von bis zu 5 Millimeter auf. Das Cephalium ist hellbraun.
Die weißlichen Blüten sind 4 bis 5 Zentimeter lang und weisen Durchmesser von 4 bis  6 Zentimeter auf.

## Verbreitung, Systematik und Gefährdung
Espostoa hylaea ist in Peru in der Region Amazonas am Río Marañón bei Bagua in niedrigen Höhenlagen um 500 Metern verbreitet.
Die Erstbeschreibung erfolgte 1964 durch Friedrich Ritter.
In der Roten Liste gefährdeter Arten der IUCN wird die Art als „Least Concern (LC)“, d. h. als nicht gefährdet geführt.

## Nachweise